# Anaprof Clausura 2003
La ANAPROF Clausura   2003 fue la temporada del torneo de la Asociación Nacional Pro Fútbol, donde se coronó campeón  el Tauro Fútbol Club.

## Cambios del Clausura 2003
- Para el campeonato Clausura, la final se jugó en un único partido.
- No hubo descenso. La ANAPROF ampliado el número de equipos de 8 a 10, a partir de la temporada de 2004.

## Equipos del Clausura 2003
| Equipo               | Ciudad           | Estadio                             |
| -------------------- | ---------------- | ----------------------------------- |
| Alianza FC           | Ciudad de Panamá | Estadio Camping Resort              |
| Atlético Veranguense | Santiago         | Estadio Omar Torrijos               |
| CD Árabe Unido       | Colón            | Estadio Armando Dely Valdés         |
| CD Plaza Amador      | Ciudad de Panamá | Estadio Municipal de Balboa         |
| Chorrillo FC         | Ciudad de Panamá | Estadio Municipal de Balboa         |
| San Francisco FC     | La Chorrera      | Estadio Agustín Muquita Sánchez     |
| Sporting Coclé       | Coclé            | Estadio Municipal de Ciruelito      |
| Tauro FC             | Ciudad de Panamá | Campo de Deportes Giancarlo Gronchi |

## Estadísticas del Clausura 2003
| Lugar | Equipo              | Juegos | Ganados | Empates | Perdidos | Goles A favor | Goles en contra | +/- | Puntos |
| ----- | ------------------- | ------ | ------- | ------- | -------- | ------------- | --------------- | --- | ------ |
| 1.    | Tauro FC            | 14     | 6       | 7       | 1        | 28            | 11              | +17 | 25     |
| 2.    | Alianza FC          | 14     | 7       | 4       | 3        | 26            | 21              | +4  | 25     |
| 3.    | San Francisco FC    | 14     | 6       | 4       | 4        | 21            | 15              | +6  | 22     |
| 4.    | Atlético Veragüense | 14     | 6       | 4       | 4        | 20            | 19              | +1  | 22     |
| 5.    | CD Árabe Unido      | 14     | 5       | 6       | 3        | 21            | 10              | +11 | 25     |
| 6.    | CD Plaza Amador     | 14     | 4       | 6       | 4        | 19            | 18              | +1  | 18     |
| 7.    | Chorrillo FC        | 14     | 3       | 7       | 4        | 20            | 23              | -3  | 16     |
| 8.    | Sporting Coclé      | 14     | 0       | 0       | 14       | 4             | 42              | –38 | 0      |

- (Los equipos en verde señalan los clasificados a semifinales.)

### Ronda Final
|  | Semifinales         | Semifinales         | Semifinales |          |            | Final      | Final | Final |  |
|  |                     |                     |             |          |            |            |       |       |  |
|  |                     |                     |             |          |            |            |       |       |  |
|  | San Francisco FC    | San Francisco FC    | 3           |          |            |            |       |       |  |
|  | San Francisco FC    | San Francisco FC    | 3           |          |            |            |       |       |  |
|  | Alianza FC          | Alianza FC          | 4           |          |            |            |       |       |  |
|  | Alianza FC          | Alianza FC          | 4           |          | Alianza FC | Alianza FC | 1     |       |  |
|  |                     |                     |             |          | Alianza FC | Alianza FC | 1     |       |  |
|  |                     |                     | Tauro FC    | Tauro FC | 5          |            |       |       |  |
|  | Atlético Veragüense | Atlético Veragüense | Tauro FC    | Tauro FC | 5          | 3          |       |       |  |
|  | Atlético Veragüense | Atlético Veragüense |             |          |            | 3          |       |       |  |
|  | Tauro FC            | Tauro FC            | 6           |          |            |            |       |       |  |
|  | Tauro FC            | Tauro FC            | 6           |          |            |            |       |       |  |
|  |                     |                     |             |          |            |            |       |       |  |

| Campeón Clausura 2003: |
| ---------------------- |
| Tauro FC 7.º Título    |